# 石膏男孩
《石膏男孩》是由日本Zarigani Works、KADOKAWA、荷爾拜因畫材三家公司合作展開的一個石膏像偶像企劃。企劃內容包括漫畫及動畫。

## 概要
企劃最初的發想為「以美術學校授課用石膏像組成偶像團體」，在2015年9月宣佈動畫化，為短動畫形式。
故事敘述一名美術學校畢業的少女石本美希因為在校期間不斷繪畫石膏像，對其感到厭煩至極，因此想進入與石膏毫無關係的藝能界發展，卻在入行第一天就擔任經紀公司將拔擢的石膏男孩偶像團體的經紀人，從而引發的笑料與演藝界的奮鬥故事。

## 登場人物

### 石膏男孩
由四名石膏像組成的男子偶像團體。這些石膏像雖然只是胸像、沒有面部表情，但是會說話、能飲食，也能進行偶像活動。
聖喬治（声：杉田智和）
著名軍人、聖人。性格嚴謹，是偶像團體的團長。
美地奇（声：立花慎之介）
文藝復興時代出身佛羅倫斯的名門。愛好藝術。
赫耳墨斯（声：福山潤）
奧林匹斯十二主神之一，性格開朗。
瑪爾斯（声：小野大輔）
羅馬神話中的戰神。

### 荷爾拜因演藝公司
石本美希（配音：古城門志帆）
石膏男孩的經紀人，22歲，福岡縣柳川市出身，在練馬美術大學就讀期間因為不斷地繪畫石膏像，對石膏像感到厭煩且憎惡，變成只要一看到石膏像就會發飆的性格。

## 電視動畫
2016年1月至3月於TOKYO MX、BS11的『ULTRA SUPER ANIME TIME』3rd SEASON時段內播出。之後在AT-X上作為單獨節目一次放送。1話約8分。作中常常出現真實世界中電視節目通告藝人的戲仿場面。

### 製作人員
- 監督 - 宅野誠起
- 副監督 - 臼井文明
- 系列構成 - 横手美智子
- 人物設計、總作畫監督 - 伊藤依織子
- 道具設計 - 大河広行
- 美術設計 - 泉寛
- 美術監督 - 德田俊之
- 色彩設計 - 池田ひとみ
- 攝影監督 - 林翔子
- CG導演 - 五来聖文
- 編輯 - 廣瀬清志
- 音響監督 - 鶴岡陽太
- 音樂 - 滿壽田Moveman
- 音樂制作 - KADOKAWA
- 音楽製作人 - 寿福知之
- 製作人- 田中信作、野尻浩二、加瀬直人、里見哲朗、渡辺英晶
- 統籌製作人- 成田耕祐
- 動畫製作人 - 柴宏和
- 動畫製作 - LIDENFILMS
- 製作 - 石膏男孩製作委員会（荷爾拜因畫材、KADOKAWA、ULTRA SUPER PICTURES）

### 主題曲

作詞 - ボンジュール鈴木 / 作曲、編曲 - 滿壽田Moveman / 歌 - 石膏男孩（杉田智和、立花慎之介、福山潤、小野大輔）

### 各話列表
各集標題取自於名畫作品的標題。
| 話數 | 日文標題 | 中文標題                                 | 脚本       | 分鏡     | 演出       | 作画監督          |
| ---- | -------- | ---------------------------------------- | ---------- | -------- | ---------- | ----------------- |
| #01  |          | 概括我7年藝術人生的現實寓意              | 横手美智子 | 宅野誠起 | 宅野誠起   | 伊藤依織子        |
| #02  |          | 我們從何處來？ 我們是誰？ 我們向何處去？ | 横手美智子 | 宅野誠起 | 小平麻紀   | 寺尾憲治          |
| #03  |          | 朱利亞諾·德·麥地奇                       | 横手美智子 | 江崎慎平 | 江崎慎平   | 冨谷美香          |
| #04  |          | 屠龍者聖喬治                             | 横手美智子 | 臼井文明 | 臼井文明   | 松岡謙治          |
| #05  |          | 從馬爾斯手中奪回和平的密涅瓦             | 横手美智子 | 山下英美 | 山下英美   | 増田俊介          |
| #06  |          | 春                                       | 横手美智子 | 井出安軌 | 石郷岡範和 | 西脇拓己          |
| #07  |          | 內亂的預感                               | 池田臨太郎 | 江崎慎平 | 小平麻紀   | 冨谷美香          |
| #08  |          | 音樂與分類的寓意                         | 池田臨太郎 | 山元隼一 | 石郷岡範和 | 松岡謙治          |
| #09  |          | 兀兒肯的鍛冶場                           | 横手美智子 | 山下英美 | 山下英美   | 竹本佳子 冨谷美香 |
| #10  |          | 哭泣的女人                               | 池田臨太郎 | 臼井文明 | 臼井文明   | 増田俊介          |
| #11  |          | 倦鳥歸巢                                 | 池田臨太郎 | 宅野誠起 | 宅野誠起   | 西脇拓己 林志保   |
| #12  |          | 最後的審判                               | 横手美智子 | 宅野誠起 | 宅野誠起   | 松岡謙治 冨谷美香 |

### 播放平台
| 播放日期                | 播放時間             | 播放電視台 | 播放地區 | 備考                                              |
| ----------------------- | -------------------- | ---------- | -------- | ------------------------------------------------- |
| 2016年1月8日 - 3月25日  | 星期五 23:00 - 23:30 | TOKYO MX   | 東京都   | 『ULTRA SUPER ANIME TIME』時段內                  |
| 2016年1月11日 - 3月28日 | 星期一 1:00 - 1:30   | BS11       | 日本全域 | 『ANIME+』時段 / 『ULTRA SUPER ANIME TIME』時段內 |
| 2016年1月23日 - 4月9日  | 星期六 0:30 - 0:40   | AT-X       | 日本全域 | 有重播                                            |

| 配信日期        | 配信時間           | 配信網站         | 備註                                                             |
| --------------- | ------------------ | ---------------- | ---------------------------------------------------------------- |
| 2016年1月12日 - | 星期二 0:00 - 0:30 | Niconico直播     | 『ULTRA SUPER ANIME TIME』枠内（2枠目） タイムシフト不可         |
| 2016年1月25日   | 星期一 0:00 更新   | GYAO!            | 第1話免費、第2話以後1週內免費                                    |
| 2016年1月25日 - | 星期一 12:00 更新  | 萬代頻道         | 『ULTRA SUPER ANIME TIME』枠内（2枠目） 第1話無料、第2話以降有料 |
|                 |                    | 萬代頻道         | 第1話免費、第2話以後付費                                         |
|                 | 星期一 23:30 更新  | NICONICO Channel | 第1話免費、第2話以後1週內免費                                    |

## 廣播劇CD
2016年3月發售。
收錄內容

## 漫畫
以為標題，於網路漫畫發布網站《ComicWalker》2016年1月12日至1月29日連載。作画由なない多花南負責。由KADOKAWA Media Factory進行發售，單行本全1卷。
- 2016年2月19日發售、ISBN 978-4-04-068128-3

## 外部連結
- 石膏男孩官方網站 （页面存档备份，存于）
- 石膏男孩 - 荷爾拜因畫材
- 石膏ボーイズ 動かぬ証拠 （页面存档备份，存于） - Da vinci news（KADOKAWA）
- 石膏男孩的X（前Twitter）
- 石膏男孩的Facebook專頁
- 《石膏ボーイズ～神々と英雄のアイドルグループ～》的ComicWalker專頁